# غاري فليتكروفت
غاري فليتكروفت (بالإنجليزية: Garry Flitcroft)‏ (6 نوفمبر 1972 ببولتن في المملكة المتحدة - ) هو مدرب كرة قدم ولاعب كرة قدم بريطاني في مركز الوسط. شارك مع منتخب إنجلترا تحت 21 سنة لكرة القدم. أما مع النوادي، فقد لعب مع بلاكبيرن روفرز وشيفيلد يونايتد ومانشستر سيتي ونادي بوري.

## روابط خارجية
- غاري فليتكروفت على موقع قاعدة بيانات كرة القدم.إي يو (الإنجليزية)
- غاري فليتكروفت على موقع Soccerbase.com (لاعب) (الإنجليزية)
- غاري فليتكروفت على موقع Soccerbase.com (مدرب) (الإنجليزية)
- غاري فليتكروفت على موقع عالم كرة القدم.نت (الإنجليزية)